# ده‌نو (نهبندان)
ده نو روستایی در دهستان میغان بخش مرکزی شهرستان نهبندان استان خراسان جنوبی ایران است. بر پایه سرشماری عمومی نفوس و مسکن در سال ۱۳۹۰ جمعیت این روستا ۲۴۳ نفر (در ۸۰ خانوار) بوده است.